# شیبه اس‌اف ۳۶
شیبه اس‌اف ۳۶ (به انگلیسی: Scheibe_SF_36) یک هواگرد ملخ‌پیشین تک‌موتوره از نوع بادپر ساخت شرکت شیبه ایرکرفت است.